# Giou-de-Mamou
Giou-de-Mamou è un comune francese di 777 abitanti situato nel dipartimento del Cantal nella regione dell'Alvernia-Rodano-Alpi.

## Società

### Evoluzione demografica
Abitanti censiti